# Léoncel

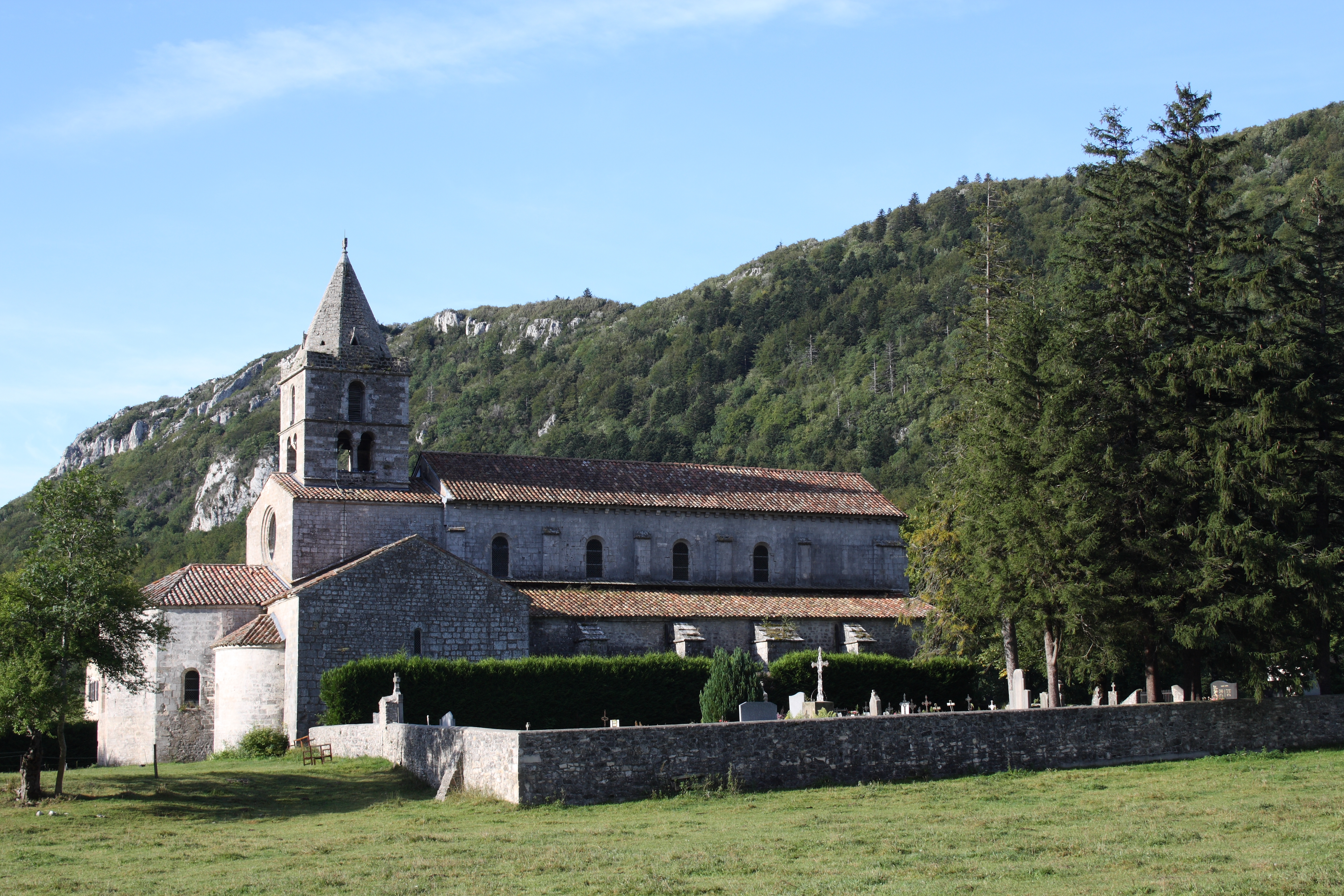
Opactwo św. Marii w Léoncel, 2011

Léoncel – miejscowość i gmina we Francji, w regionie Owernia-Rodan-Alpy, w departamencie Drôme.
Według danych na rok 1990 gminę zamieszkiwało 67 osób, a gęstość zaludnienia wynosiła 2 osoby/km² (wśród 2880 gmin regionu Rodan-Alpy Léoncel plasuje się na 1552. miejscu pod względem liczby ludności, natomiast pod względem powierzchni na miejscu 169.).